# Reial Exèrcit de Bhutan
El Reial Exèrcit de Bhutan (Dzongkha: བསྟན་ སྲུང་ དམག་ སྡེ patan-srung mak-de) o RBA, és una branca de les forces armades del Regne de Bhutan responsable de mantenir la integritat territorial i la sobirania del país contra amenaces de seguretat. El Rei de Bhutan és el Comandant Suprem en Cap de la RBA. El Cap d'Operacions és el Goonglon Gongma (Tinent General), actualment, Batoo Tshering.
La RBA inclou els Guardaespatlles Reials de Bhutan (RBG), una branca d'elit de les forces armades responsables de la seguretat personal del rei, de la família reial i d'altres VIPs.
Era habitual, però no obligatori, que un fill de cada família bhutanesa servís a l'exèrcit. A més, la milícia pot iniciar lleves durant l'estat de guerra o emergències generals. De tant en tant, el monarca pot demanar a la Reial Policia de Bhutan (RBP) que mantingui la llei i l'ordre.

## Història

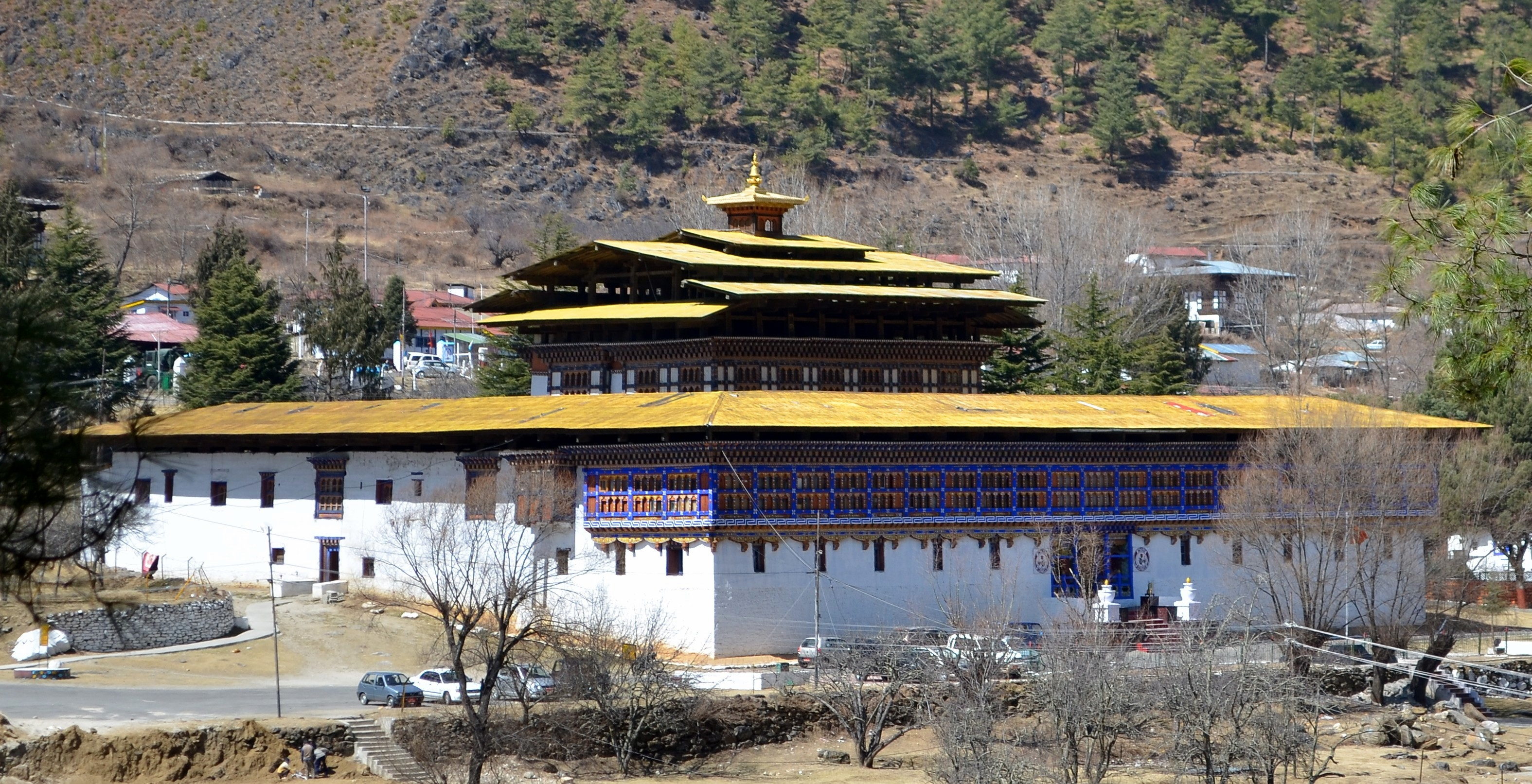
El Ha Dzong acull la residència dels oficials.

Amb un decidit suport de l'Índia, el RBA es va formar en la dècada de 1950 en resposta a la presa per part de la Xina i posteriors accions de l'Exèrcit Popular d'Alliberament al Tibet. El 1958, el govern real va introduir un sistema de reclutament i plans per a un exèrcit permanent de 2.500 soldados. El govern indi també havia instat repetidament i pressionat Bhutan a posar fi a la seva política de neutralitat o aïllacionisme i acceptar l'assistència econòmica i militar de l'Índia. Això es devia al fet que l'Índia considerava a Bhutan un dels sectors més vulnerables del seu sistema de defensa estratègica pel que fa a la Xina. Quan Bhutan va acceptar l'oferta índia, l'exèrcit indi es va fer responsable de l'entrenament i equipament del RBA. El 1968 l'RBA constava de 4.850 soldats; el 1990 havia augmentat aquest nombre a 6.000. Després d'una operació desmilitaritzant el 2003, el RBA va aconseguir un màxim de 9.000 unitats el 2007, abans de ser reduït a 8.000 en 2008.

## Personal
Des del 2008, el nombre de membres de l'RBA rondava els 8.000 personal activo.8 Aquest fet es deu a una iniciativa introduïda en 2005 pel govern de Bhutan per tal de reduir la força de l'exèrcit mentre s'augmenta la formació militar de la població butanesa. L'exèrcit compte, a més, amb Mil Mi-8 i Dornier Do 228 en el seu apartat d'aviació.
El "Projecte de Benestar de l'Exèrcit" (AWP, per les sigles en anglès) és una empresa comercial de l'RBA establerta el 1974 per proporcionar beneficis per al personal de l'RBA i el RBG, que destina fons a jubilats, ocupació, pensions i préstecs. El AWP fabrica begudes alcohòliques en dos destil·leries ubicades a Gelephu i Samtse.